# 200 років Львівському торговельно-економічному університету (монета)
«200 ро́ків Льві́вському торгове́льно-економі́чному університе́ту» — ювілейна монета номіналом 2 гривні, випущена Національним банком України. Присвячена Львівському торговельно-економічному університету — одному з найстаріших навчальних закладів з підготовки фахівців торговельної справи, спадкоємцю славних традицій Львівської комерційної академії.
Монету введено в обіг 12 грудня 2016 року. Вона належить до серії «Вищі навчальні заклади України».

## Опис та характеристики монети
| Номінал грн. | Метал      | Маса, грам | Діаметр, мм. | Якість виготовлення       | Гурт     | Тираж, штук |
| ------------ | ---------- | ---------- | ------------ | ------------------------- | -------- | ----------- |
| 2            | нейзильбер | 12,8       | 31           | спеціальний анциркулейтед | рифлений | 30 000      |

### Аверс
На аверсі монети розміщено: угорі — малий Державний Герб України та напис «УКРАЇНА»; у центрі на дзеркальному тлі — будівля Львівського торговельно-економічного університету, над якою — рік карбування «2016» (ліворуч) і написи «200/РОКІВ» (праворуч); унизу: номінал «ДВІ ГРИВНІ» та логотип Банкнотно-монетного двору Національного банку України (праворуч).

### Реверс
На реверсі монети розміщено герб університету з роком заснування «1816» і написи півколом: «ЛЬВІВСЬКИЙ ТОРГОВЕЛЬНО-ЕКОНОМІЧНИЙ УНІВЕРСИТЕТ, LITTERIS ET COMMERCIUM».

## Автори

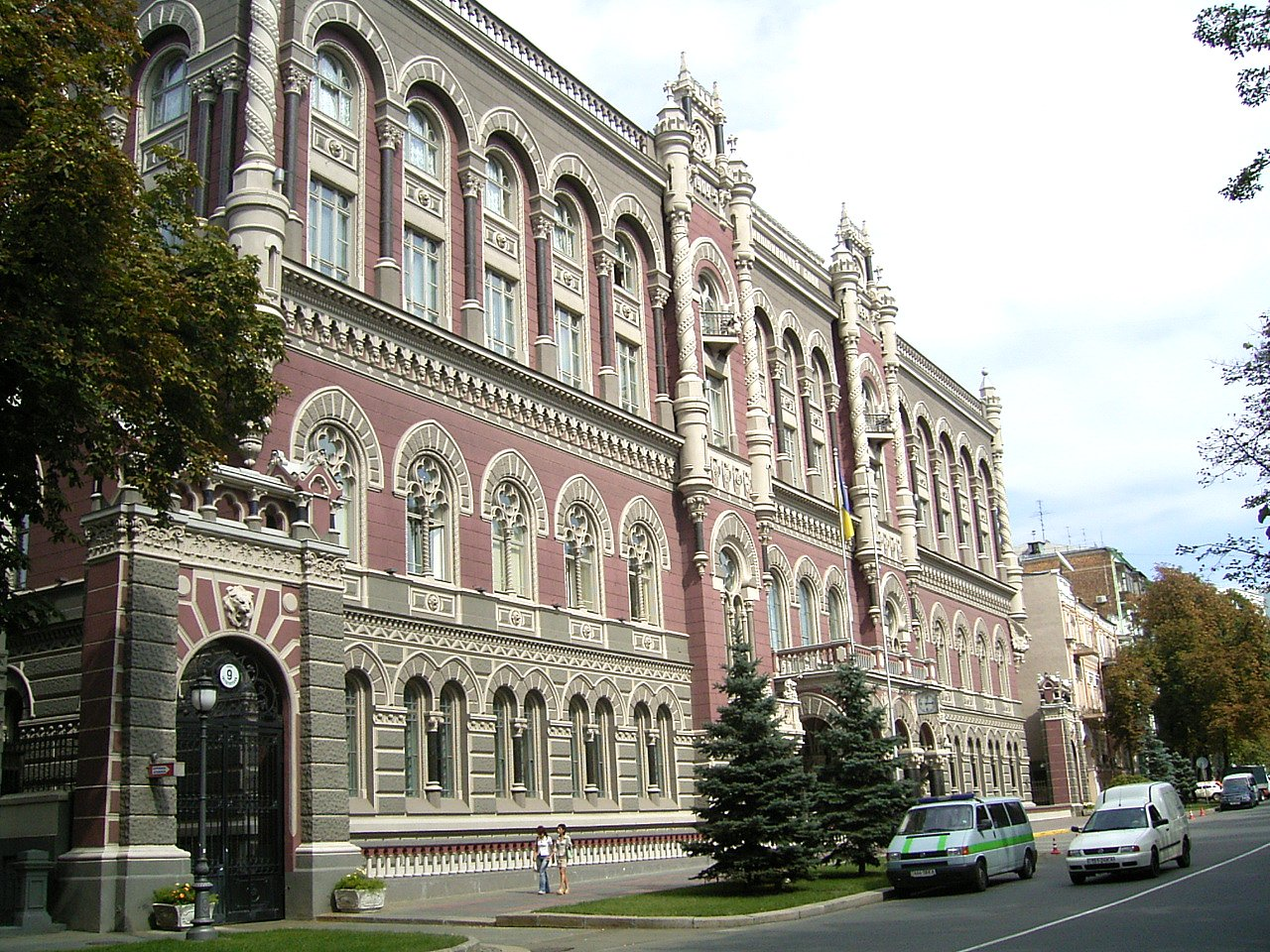
Будівля Національного банку України

- Художник — Атаманчук Володимир.
- Скульптор — Атаманчук Володимир.

## Вартість монети
Під час введення монети в обіг у 2016 році, Національний банк України реалізовував монету через свої філії за ціною 30 гривень.
Фактична приблизна вартість монети, з роками змінювалася так:
| Рік        | 2017 | 2018 | 2019 | 2020 | 2021 | 2022 | 2023 | 2024 | 2025 |
| ---------- | ---- | ---- | ---- | ---- | ---- | ---- | ---- | ---- | ---- |
| Ціна, грн. | 43   | 45   | 45   | 45   | 50   | 50   | 70   | 185  | 185  |